# Мостовой (Ростовская область)
Мостовой — хутор в Усть-Донецком районе Ростовской области.
Входит в состав Верхнекундрюченского сельского поселения.

## География

### Улицы
| - ул. Горького, - ул. Достоевского, - ул. Калинина, - ул. Мичурина, - ул. Молодёжная, | - ул. Платова, - ул. Победы, - ул. Северная, - ул. Степная. |

## Население
| 2010 |
| ---- |
| 461  |